# Jean Mandaroux
Jean Mandaroux (* 16. April 1917 in Paris; † 25. Juli 1983) war ein französischer Filmarchitekt.

## Leben und Wirken
Mandaroux erhielt eine künstlerische Ausbildung an der École Boulle. Danach wirkte er als Bildhauer, Architekt und Wandteppich-Designer. Gleich nach dem Ende des Zweiten Weltkriegs begann er seine Kino-Tätigkeit. Seit den ausgehenden 1940er Jahren ist er als Szenenbildnerassistent nachzuweisen, in den 1950er Jahren wurde er als Assistent dem Kollegen Robert Giordani zugeordnet und war in dieser Funktion an Filmen wie „Monsieur Tugendsam“ (1950), „Monsieur Fabre“ (1951), „Der Damenfriseur“ (1952), „Staatsfeind Nr. 1“ (1953) „Zwischenlandung in Paris“ (1954) und „Der Faulpelz“ (1957) beteiligt.
Erstmals wurde Jean Mandaroux 1954 zum Chefarchitekten bestellt, seit 1958 war er ausschließlich in dieser Position tätig. Der überwiegend als Schauspieler tätige Robert Hossein verpflichtete Mandaroux für die eine oder andere seiner Inszenierungen. Für dessen dreistündige Neuverfilmung von Victor Hugos Drama Les Misérables schuf Mandaroux umfangreiche Dekorationen. Bereits 1961 holte ihn Orson Welles für seine ambitionierte Kafka-Adaption „Der Prozeß“. Weitere Kulissen entwarf Mandaroux für Komödien und Agentenkrimis der Regisseure Georges Lautner und Christian-Jaque. Gelegentliche Kooperationen führten ihn auch mit den Nouvelle-Vague-Regisseuren Louis Malle („Fahrstuhl zum Schafott“) und François Truffaut („Der Wolfsjunge“, „Tisch und Bett“) zusammen.

## Filmografie
| - 1954: Les lettres de mon moulin - 1956: Die Wölfe (Pardonnez-nous nos offenses) - 1956: Vater wider Willen (Era di venerdi 17) - 1957: Fahrstuhl zum Schafott (L’ascenseur pour l’échafaud) - 1958: Le gendarme de Champignol - 1959: Die Kanaille (Le canailles) - 1959: Mord bei 45 Touren (Meurtre en 45 tours) - 1960: Haut für Haut (Le goût de la violence) - 1961: Im Fahrstuhl fuhr der Tod (Le monte-charge) - 1962: Der Prozeß (Le procès) - 1962: Wie gefällt Ihnen meine Schwester? (Comment trouvez-vous ma soeur ?) - 1963: Des Teufels schwache Seite (Les bonnes causes) - 1963: Karambolage (Carambolages) - 1963: FBI-Agent Cooper - Der Fall Tex (Coplan prend des risques) | - 1963: Mein Onkel, der Gangster (Les Tontons flingueurs) - 1964: Monsieur - 1964: Ein toller Bobby, dieser Flic (Allez France!) - 1965: Nimm’s leicht, nimm Dynamit (Ne nous fâchons pas) - 1966: Der Lord mit der MP (Le saint prend l'affût) - 1967: Ein Mädchen wie das Meer (La grande sauterelle) - 1967: Die 7 Masken des Judoka (Casse-tête chinois pour le judoka) - 1968: Friedhof ohne Kreuze (Une corde, un colt) - 1969: Der Wolfsjunge (L’enfant sauvage, nur Schauspieler) - 1970: Tisch und Bett (Domicile conjugal) - 1971: Die Abenteuer des Monsieur Vidocq (Les nouvelles aventures de Vidocq) (Fernsehserie) - 1973: Der Uhrmacher von St. Paul (L'horloger de Saint-Paul) - 1978: Le temps des as (Fernsehmehrteiler) - 1982: Die Legion der Verdammen (Les misérables) |